# Dance Monkey
Dance Monkey ist ein Popsong von Tones and I. Er wurde am 10. Mai 2019 als zweite Single aus der EP The Kids Are Coming veröffentlicht und entwickelte sich zum internationalen Hit.

## Musikvideo
Das zugehörige Musikvideo, das am 24. Juni 2019 auf YouTube veröffentlicht wurde, zeigt unter anderem Senioren, die Golf spielen und tanzen. Am Abend des 20. Februar 2021 übersprang es die Zahl von 1,5 Milliarden Aufrufe. Produziert wurde es von Visible Studios, die Regie führten Liam Kelly und Nick Kozakis. Im August 2025 konnte das Musikvideo über 2,2 Milliarden Aufrufe verzeichnen.

## Kommerzieller Erfolg

### Chartplatzierungen
Der Song entwickelte sich zum internationalen Hit und erreichte in vielen Ländern die Spitzenposition. In Australien etwa brach er nicht nur mit zehn Wochen den Rekord für die meisten Nummer-eins-Wochen eines einheimischen Künstlers, sondern schließlich auch mit 24 Wochen den Rekord für die Single mit den meisten Nummer-eins-Wochen überhaupt.
Auf der Streamingplattform Spotify war das Lied in den Ländern Österreich, der Schweiz, in Frankreich, Belgien, Ungarn, Israel, Slowakei und Litauen das jeweils meistgestreamte Lied auf der Plattform. Im März 2024 erreichte die Single als erster Song einer Künstlerin 3 Milliarden Aufrufe auf der Plattform und zählte zu den acht meistgestreamten Songs insgesamt.
| ChartsChartplatzierungen       | Höchstplatzierung | Wochen |
| ------------------------------ | ----------------- | ------ |
| Australien (ARIA)              | 1 (100 Wo.)       | 100    |
| Deutschland (GfK)              | 1 (125 Wo.)       | 125    |
| Österreich (Ö3)                | 1 (106 Wo.)       | 106    |
| Schweiz (IFPI)                 | 1 (144 Wo.)       | 144    |
| Vereinigte Staaten (Billboard) | 4 (36 Wo.)        | 36     |
| Vereinigtes Königreich (OCC)   | 1 (116 Wo.)       | 116    |

| ChartsJahrescharts (2019)    | Platzierung |
| ---------------------------- | ----------- |
| Australien (ARIA)            | 2           |
| Deutschland (GfK)            | 2           |
| Österreich (Ö3)              | 1           |
| Schweiz (IFPI)               | 5           |
| Vereinigtes Königreich (OCC) | 8           |

| ChartsJahrescharts (2020)      | Platzierung |
| ------------------------------ | ----------- |
| Australien (ARIA)              | 4           |
| Deutschland (GfK)              | 2           |
| Österreich (Ö3)                | 3           |
| Schweiz (IFPI)                 | 2           |
| Vereinigte Staaten (Billboard) | 14          |
| Vereinigtes Königreich (OCC)   | 2           |

| ChartsJahrescharts (2021)    | Platzierung |
| ---------------------------- | ----------- |
| Australien (ARIA)            | 37          |
| Deutschland (GfK)            | 44          |
| Österreich (Ö3)              | 67          |
| Schweiz (IFPI)               | 35          |
| Vereinigtes Königreich (OCC) | 28          |

| ChartsJahrescharts (2010–2019) | Platzierung |
| ------------------------------ | ----------- |
| Österreich (Ö3)                | 33          |

### Auszeichnungen für Musikverkäufe
Die Single bekam unter anderem eine siebenfache Gold-Schallplatte in Deutschland für über 1,4 Millionen verkaufte Einheiten, womit sie eine der meistverkauften Singles des Landes ist. In ihrer Heimat Australien bekam Tones and I sogar 16 Platin-Schallplatten. Insgesamt bekam Dance Monkey weltweit eine Goldene, 97 Platin- sowie neun Diamantene Schallplatten für über 16 Millionen verkaufte Einheiten verliehen. Laut IFPI verkaufte sich die Single weltweit allein 2019 mehr als 11,4 Millionen Mal und gehörte damit zu den Top 10 der verkaufsstärksten Singles des Jahres.
| Land/Region                  | Auszeichnungen für Musikverkäufe (Land/Region, Auszeichnung, Verkäufe) | Verkäufe   |
| ---------------------------- | ---------------------------------------------------------------------- | ---------- |
| Argentinien (CAPIF)          | Platin                                                                 | 20.000     |
| Australien (ARIA)            | 19× Platin                                                             | 1.330.000  |
| Belgien (BRMA)               | 5× Platin                                                              | 200.000    |
| Brasilien (PMB)              | 2× Diamant                                                             | 320.000    |
| Chile (IFPI)                 | Platin                                                                 | 200.000    |
| Dänemark (IFPI)              | 5× Platin                                                              | 450.000    |
| Deutschland (BVMI)           | 7× Gold                                                                | 1.400.000  |
| Finnland (IFPI)              | 4× Platin                                                              | 160.000    |
| Frankreich (SNEP)            | Diamant                                                                | 333.333    |
| Irland (IRMA)                | 10× Platin                                                             | 150.000    |
| Italien (FIMI)               | 6× Platin                                                              | 420.000    |
| Kanada (MC)                  | Diamant                                                                | 800.000    |
| Neuseeland (RMNZ)            | 9× Platin                                                              | 270.000    |
| Niederlande (NVPI)           | 2× Platin                                                              | 160.000    |
| Österreich (IFPI)            | 7× Platin                                                              | 210.000    |
| Peru (UNIMPRO)               | Diamant                                                                | 60.000     |
| Polen (ZPAV)                 | 4× Diamant                                                             | 1.000.000  |
| Portugal (AFP)               | 4× Platin                                                              | 40.000     |
| Schweiz (IFPI)               | 3× Platin                                                              | 60.000     |
| Spanien (Promusicae)         | 7× Platin                                                              | 280.000    |
| Vereinigte Staaten (RIAA)    | 4× Platin                                                              | 4.000.000  |
| Vereinigtes Königreich (BPI) | 7× Platin                                                              | 4.200.000  |
| Insgesamt                    | 1× Gold · 97× Platin · 9× Diamant ·                                    | 16.063.333 |

## Coverversionen
Ein erfolgreiches Cover stammt vom norwegischen Multi-Instrumentalisten Leo Moracchioli. Zusammen mit Gitarrist Rabea Massaad und der britischen Sängerin Hannah Boulton hat ihr Metal-Cover von Dance Monkey über 37 Millionen Aufrufe auf YouTube (Stand Juli 2022).